# Bell 407

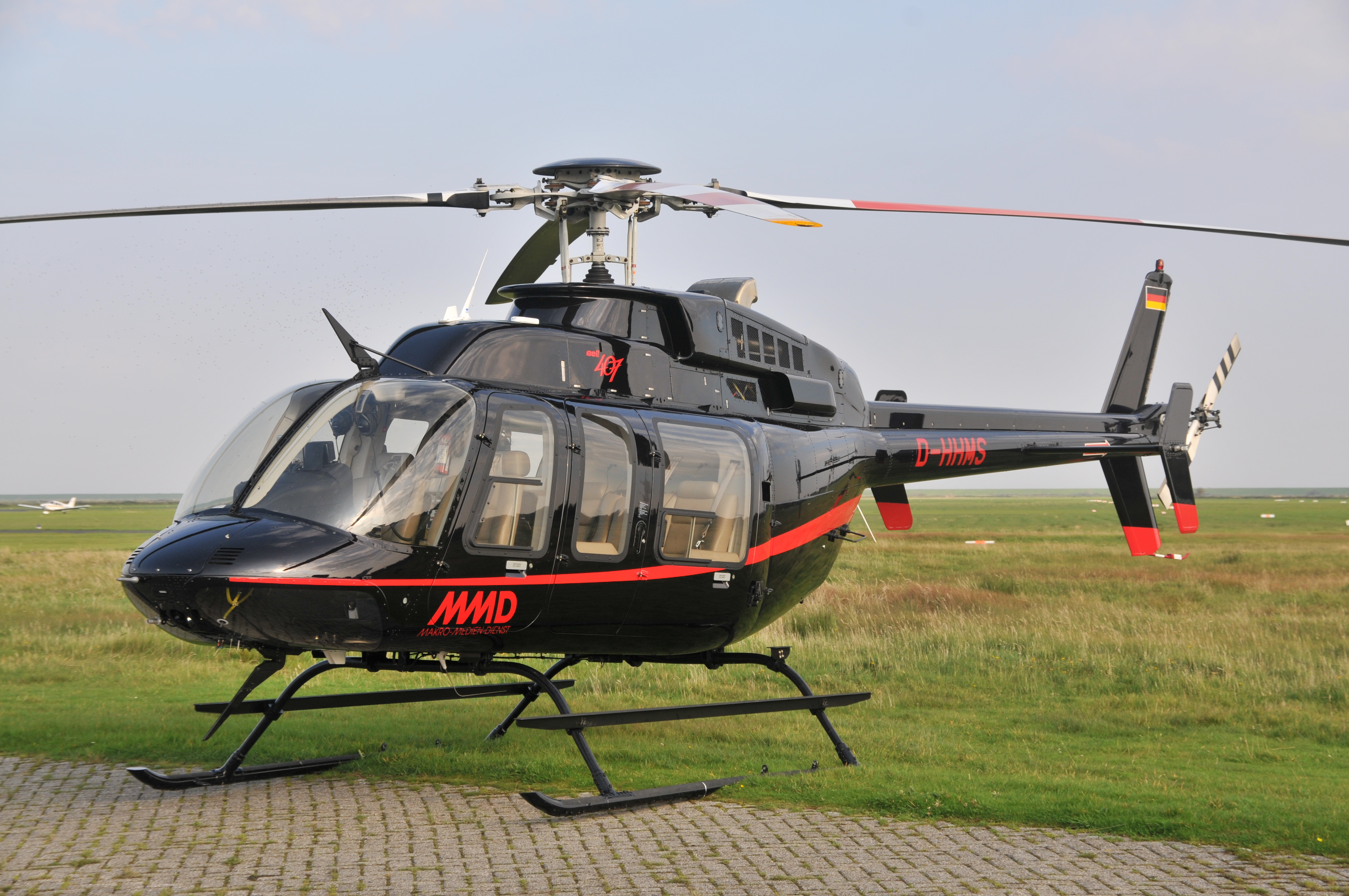
Bell 407 auf dem Flugplatz Borkum

Die Bell 407 ist ein siebensitziger einmotoriger Hubschrauber mit Turbinenantrieb und vierblättrigem Hauptrotor des US-amerikanischen Herstellers Bell Helicopter.

## Geschichte
Um ein Nachfolgemodell für die mit einem Zweiblattrotor ausgerüstete Bell 206 zu schaffen, wurde 1993 mit der Entwicklung der Bell 407 begonnen. Der Prototyp flog erstmals am 29. Juni 1995. Der Hubschrauber wird bei Bell Helicopter in Mirabel in der kanadischen Provinz Québec produziert. Im Juni 2010 wurde die 1000. Bell 407 (Seriennummer 54000) an einen japanischen Hubschrauberbetreiber ausgeliefert.
ARH-70A
Aus dem zivilen Muster sollte mit dem bewaffneten Aufklärungshubschrauber ARH-70A (engl.: Armed Reconnaissance Helicopter (ARH)) eine militärische Variante als Ersatz für die OH-58D Kiowa der US-amerikanischen Streitkräfte entwickelt werden. Der Auftrag dazu wurde 2005 von der US Army erteilt. Der Hubschrauber startete am 20. Juli 2006 in Arlington zu seinem Erstflug, hatte jedoch mit diversen technischen Problemen – unter anderem mit dem HS900-Triebwerk von Honeywell – zu kämpfen, zudem stürzte einer der Prototypen am 21. Februar 2007 ab. Als das Projekt jedoch drohte, die geplanten Kosten um etwa 70 % zu übersteigen, wurde die Entwicklung eingestellt.
Bell 417
Dies ist eine Version mit stärkerer Triebwerksleistung durch das Honeywell HTS900-Triebwerk. Der Erstflug fand am 8. Juni 2006 statt. Das Programm wurde 2007 eingestellt.
Fire-X
Gemeinsam mit der Northrop Grumman Corporation entwickelt Bell Helicopter für die Streitkräfte der Vereinigten Staaten ein unbemanntes Luftfahrzeug zur Aufklärung, Überwachung und Erkundung. Die Fire-X basiert auf der Bell 407 und der Northrop Grumman MQ-8, der Erstflug (Luftfahrzeugkennzeichen: N91796) fand am 10. Dezember 2010 am Yuma Proving Ground im US-Bundesstaat Arizona statt.
Bell 407GX

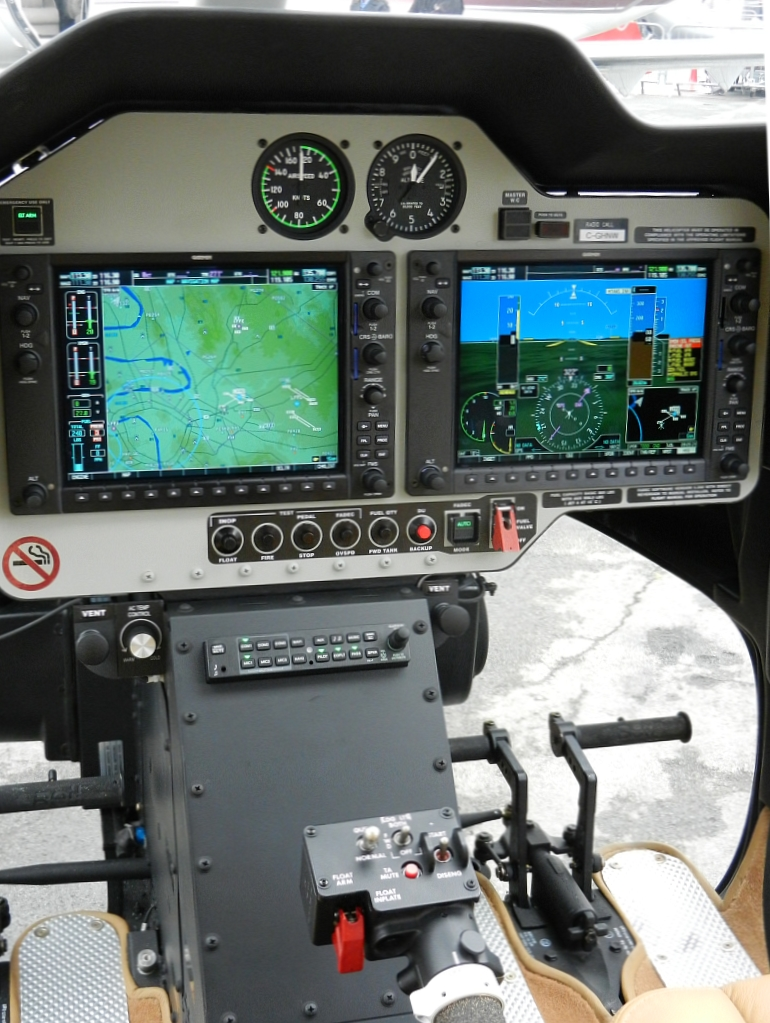
Das Cockpit einer Bell 407GX

Die Bell 407GX ist mit einem Electronic-Flight-Instrument-System des Typs Garmin G1000HTM ausgestattet, welches dem Piloten das Abrufen erweiterter Umgebungsinformationen ermöglicht und über ein Hubschrauber-Terrainhinweis- und Warnsystem (engl. HTAWS) verfügt. Des Weiteren speichert das Garmin G1000HTM alle während des Fluges auftretenden kritischen Parameter auf einer SD Memory Card. Der Preis für eine 407GX beträgt rund 2,8 Mio. US-Dollar und liegt somit knapp 150.000 US-Dollar über der 407 in Standardausstattung.
Bell 407GT
Eine Weiterentwicklung der Bell 407GX mit Bewaffnung für das APKWS.
Bell 407AH

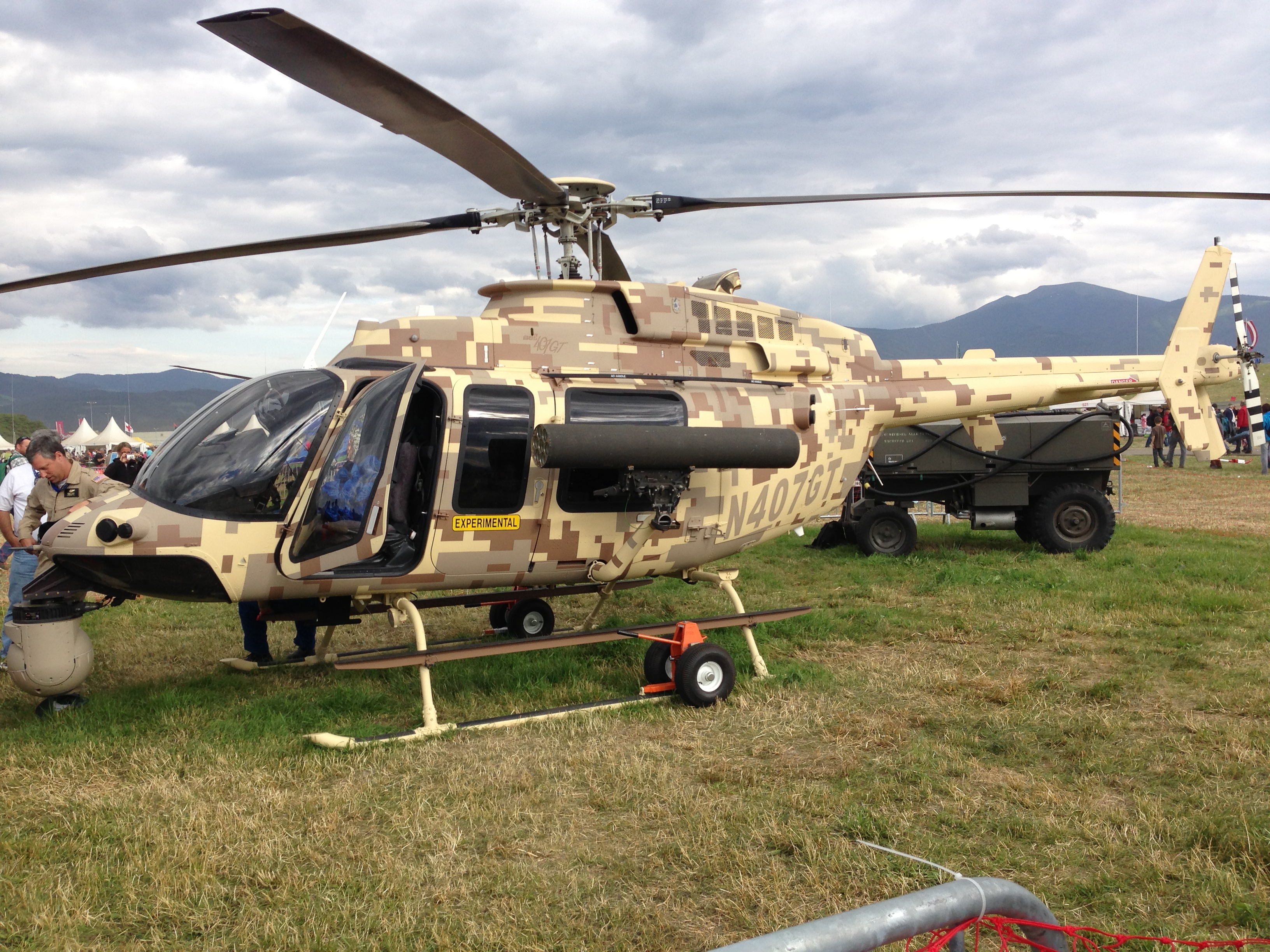
Experimentalhelikopter Bell 407 GT auf der Airpower 2013 in Zeltweg/Österreich

Ein im März 2011 erstmals vorgestellter leichter bewaffneter nachtflugfähiger Hubschrauber für Homeland Security (Innere Sicherheit) und Law Enforcement (polizeiliche Aufgaben). Er ist mit einem sechsläufigen Maschinengewehr Dillon M134T (7,62 mm) und einem siebenrohrigen M260-Raketenstarter für ungelenkte 2,75-zöllige Raketen ausgerüstet. Zur Ausstattung gehören auch ein optisches FLIR-Sichtsystem und ein Täuschkörper-Selbstschutz, das vor einer Bedrohung durch zielsuchende Raketen schützen soll.

## Technik
Die Bell 407 wurde für den zivilen Markt entwickelt; sie bietet außer einem Piloten in der Kabine sechs Passagieren Platz bzw. erlaubt eine maximale externe Nutzlast von 1200 kg und ist ein weiterentwickeltes Derivat der bekannten Baureihe Bell 206. Als Antrieb dient ein Allison 250-C47-Triebwerk mit FADEC. Die Bell 407 wird mit Kufenlandegestell, Vierblatt-Hauptrotor und Zweiblatt-Heckrotor geliefert.
Häufige Einsatzzwecke der Bell 407 sind unter anderem:
- Einsatz für polizeiliche Aufgaben (vor allem in den USA)
- Einsatz im Rettungsdienst als Rettungshubschrauber
- Einsatz in der Elektronischen Berichterstattung (ENG)
- Einsatz für kommerzielle Sightseeing- und sonstige Rundflüge
- Einsatz für Film-Dreharbeiten
- Einsatz für Transportflüge jeglicher Art

## Technische Daten

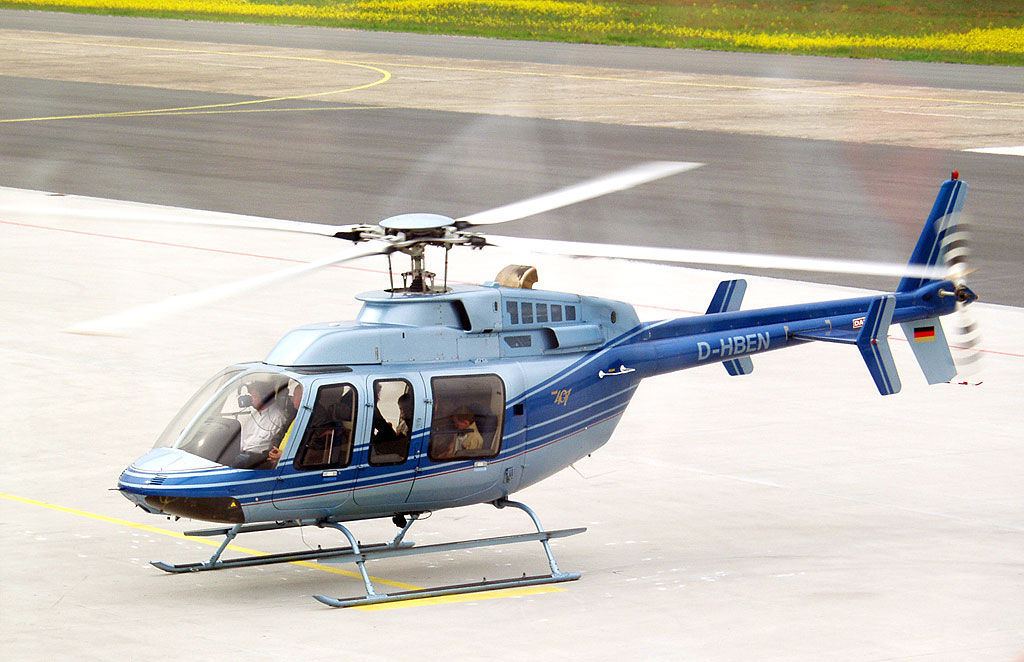
Eine Bell 407 der Rhein Ruhr Helicopter GmbH am Flughafen Niederrhein

| Kenngröße                | Daten                                    |
| ------------------------ | ---------------------------------------- |
| Länge (inkl. Hauptrotor) | 12,70 m (41 ft 8 in)                     |
| Hauptrotordurchmesser    | 10,67 m (35 ft 0 in)                     |
| Höhe                     | 3,56 m (11 ft 8 in)                      |
| Leermasse                | 1.210 kg (2.667 lb)                      |
| max. Startmasse          | 2.722 kg (6.000 lb)                      |
| Höchstgeschwindigkeit    | 260 km/h, bei max. Nutzlast 240 km/h     |
| Dienstgipfelhöhe         | 5.698 m (18.690 ft)                      |
| Reichweite               | 577 km (377 Meilen)                      |
| Triebwerke               | ein Allison 250-C47 mit 520 kW (700 shp) |

## Vergleichbare Hubschraubertypen
- Eurocopter EC 130
- MD 600N
- Agusta A119